# 伊和夏巴尔
伊和夏巴尔是位于中国内蒙古自治区锡林郭勒盟东乌珠穆沁旗额仁高壁苏木境内的一个湖泊。其位置约为东经117°47′,北纬46°27′。湖面海拔800米，面积约3平方公里，主要沉积物为芒硝。伊和夏巴尔来自蒙古语，是大泥湖的意思。